# Melanodryas
Melanodryas Gould, 1865 è un genere di uccelli della famiglia dei Petroicidi.

## Tassonomia
Il genere Melanodryas comprende due sole specie:
- Melanodryas cucullata (Latham, 1802) - petroica dal cappuccio;
- Melanodryas vittata (Quoy e Gaimard, 1830) - petroica di Tasmania.

La prima vive in Australia, mentre la seconda si trova unicamente in Tasmania.